# Saltsug
Saltsug innebär en lust att äta något saltat. Salt är en viktig del i osmoregleringen (vätske- och elektrolytbalansen). Kortvariga saltsug kan bero på tillfälligt låga saltnivåer till exempel vid hyperhidros exempelvis som konsekvens av värme.
Saltsug kan ses i djurvärlden hos allätare och växtätare, medan det inte förekommer bland djurätare som kompenserar sitt saltbehov via födan. Suget uppkommer i hypotalamus och reagerar på adrenokortikotropiskt hormon. Djurförsök på möss har visat att de gener som kodar för saltsug och saltlust är desamma som de som kodar för missbruk och beroende av kokain och opiater, och hänger samman med orexinnivåerna. Detta innebär att saltsug och drogsug kan kompensera varandra.
För höga saltnivåer är oftast patogent, bland annat eftersom det kan leda till för högt blodtryck. Saltsug har påståtts reflektera hur stressad en person är, vilket i så fall skulle bero på förändringar i stressaxeln, och inte nödvändigtvis på ett saltbehov. I vissa fall kan dock saltsug tyda på ett underliggande fysiologiskt missförhållande, till exempel binjureinsufficiens (exempelvis Addisons sjukdom).